# Hiponímia és hiperonímia
A nyelvészetben a hiponímia – hiperonímia terminuspár a szavak között lehetséges egyik szemantikai viszonyt nevezi meg. Ez a viszony abból adódik, hogy egy hiperonimának nevezett szó denotátumai által alkotott osztály magában foglalja más, hiponimáknak nevezett szavak denotátumait. Jelentéseiket tekintve például a rózsa szó hiponímiai viszonyban van a virág szóval, a virág szó pedig hiperonímiai viszonyban van a rózsa szóval.
Egyes szerzők azonosnak tekintik a hiperonima és hiponimái együttesét a szemantikai mezővel (jelentésmezővel) általában, mások pedig a szemantikai mező egyik típusával, amelyet „generikus mező”-nek neveznek.
Szűkebb és szokatlanabb értelmezésben hiponimának nevezik egy alapszóból képzett mindegyik szót, pl. virágocska a virág hiponimája lenne.

## A hiponímia/hiperonímia viszonyban álló szavak természete
Ilyen viszonyban vannak azok a szavak, amelyeknek vannak denotátumaik, elsősorban főnevek, pl. virág (hiperonima) – rózsa, viola, tulipán (hiponimák). Szó lehet melléknevekről is, amelyek egyébként főnevesíthetők, pl. piros (hiperonima) – meggyszínű, bordó (hiponimák), valamint igék: megöl (hiperonima) – megmérgez (hiponima).
Egyes esetekben a hiperonima és hiponimái más-más szófajúak, például (az angol nyelvben):
emotion ’érzelem’ (főnév hiperonima) – happy ’boldog’, sad ’szomorú’, angry ’mérges’ (melléknév hiponimák);
citric ’citrus’ (melléknév hiperonima) – orange ’narancs’, lemon ’citrom’ (főnév hiponimák).
Hiperonima és hiponimái között egyéb különbségek is lehetnek. Például az angol fruit ’gyümölcs’ szó lehet megszámlálható vagy megszámlálhatatlan főnév, de hiponimái (an apple ’egy alma’, a pear ’egy körte’ stb.) csak megszámlálhatóak.
Hiperonima és hiponima különbözhetnek stílusértékük tekintetében is, pl. (angolul) pooch (kutya lebecsülő szinonimája mint hiperonima) – terrier (hiponima).
A hiperonimák lehetnek többé vagy kevésbé tág értelműek. Például dolog nagyon tág értelmű, mivel nagyon sokféle hiponimája lehet (gép, szék stb.), miközben kutya sokkal szűkebb értelmű, hiszen hiponimái csak a kutyafajok neve.

## A hiponímia/hiperonímia jellegzetességei
Ehhez a viszonyhoz kötődik az inklúzió (belefoglalás) fogalma, két szempontból. Egyrészt a hiponima denotátuma vagy denotátumainak osztálya bele van foglalva a hiperonima denotátumainak osztályába, másrészt a hiperonima jelentése bele van foglalva a hiponima jelentésébe. Például A gépkocsi egy jármű azt fejezi ki, hogy a gépkocsik osztálya beletartozik a járművek osztályába, amelybe más típusú járművek is tartoznak. Ezzel szemben a fizika, kémia, matematika, csillagászat, biológia, földrajz, filológia, filozófia stb. szavak mind olyan hiponimák, amelyek magukban foglalják a tudomány hiperonimájuk jelentését.
A hiponima legalább egy olyan vonással különbözik hiperonimájától, amely specifikusabbá teszi az utóbbinál, tehát a hiponima jelentése egyénítettebb vonásai révén, mint a hiperonimájáé. Ezzel szemben hiponimáról a hiperonimájára való áttérés, pl. az alma szóról a gyümölcs szóra általánosítással jár a jelentés tekintetében, mivel egy hiperonima denotátumainak osztálya mindig nagyobb, mint az egyik hiponimája denotátumainak osztálya.
A hiponímia/hiperonímia viszony paradigmatikus, azaz hiponima és hiperonimája felcserélhetők egyazon szószerkezetben vagy mondatban, ha azonos szófajúak, de nem akármilyen helyzetben. Például a Rózsákat vett mondat helyett lehet azt mondani, hogy Virágokat vett, de csak akkor, ha a beszélő nem tartja szükségesnek pontosítani, milyen virágokról van szó.
Ez a viszony hierarchikus is, azaz a hiperonima fölérendeltje a hiponimáinak, viszont hiponima is lehet más szavak hiperonimája.
Ugyanakkor a hiponímia/hiperonímia tranzitív viszony. Alapján klasszikus szillogizmusokat lehet felállítani, ha az érintett szavak egyazon kritérium szerint határozhatók meg. Példa:
1. feltétel: A terrier kutya.
2. feltétel: A kutya állat.
Következtetés: A terrier állat.
Ilyen szillogizmus révén háromszintű hierarchia állítható fel:
1. fölérendelt szint: állat
2. alapszint: kutya
3. alárendelt szint: terrier

Következésképpen egy szó közvetve vagy közvetlenül lehet hiponimája ugyanannak a hiperonimának. Eszerint fentebb a 2. szinten levő szó közvetlen hiponimája az 1. szinten levőnek, a 3. szinten levő szó pedig közvetlen hiponimája a 2. szinten levőnek, és ugyanakkor közvetett hiponimája az 1. szinten levőnek.
Az alapszinten levő szó használatos szokásosan hiperonimaként, azaz az ember nem arra gondol elsősorban, hogy például a terrier egy állat, hanem arra, hogy egy kutya. Az állat szó túl tág jelentésű, mivel túl sokféle denotátumra vonatkozik a vonásaikat tekintve. Az alapszint feletti ilyen szó túl tudományos benyomást kelt ahhoz, hogy hiperonimaként közhasználatú legyen.
Hangay 2007 a jelentésmezőt mint fogalmi szférát alkotó hierarchia részvevőiként értelmezi a hiperonima, hiponima és kohiperonima fogalmakat. Szerinte például a labda fogalmi szférája az alábbi:
1. fölérendelt fogalom (hiperonima): játékszer
2. mellérendelt fogalmak (kohiponimák): labda, csiga, ugrókötél
3. alárendelt fogalmak (hiponimák): futball-, gumi-, rongylabda

A hiponímia/hiperonímia viszony aszimmetrikus is. Egy szónak lehet több hiponimája, de ezeknek csak egy közvetlen hiperonimájuk lehet. Például a kutya szó hiponimái uszkár, terrier, spániel stb., de mindegyik közvetlen hiponimája csak a kutya szó.
Az ugyanannak a hiperonimának alárendelt hiponimákat kohiponimáknak nevezik. Ezek kizárják egymást abban az értelemben, hogy legalább egy vonás megkülönbözteti őket. Például a virág szó tulipán és rózsa hiponimái esetében, ha X tulipán, akkor nem lehet rózsa is. Van olyan szó is, amely önmaga hiponimája (angolul autohyponym). Például az angol dog ’kutya’ szónak a biológiai nemek szerinti hiponimái a bitch ’szuka’ és a dog ’kan kutya’ (önhiponima).

## Hiponímia/hiperonímia definíciókban
A tudományos meghatározások (definíciók) nagy része erre a viszonyra alapszik. Alakjuk lehet X (hiponima) + jellegzetes vonások a hiperonimához viszonyítva + Y (hiperonima), pl. A macska húsevő stb. emlős. A hiperonima meghatározó (definiens) az ilyen meghatározásban. Egyes hiperonimák, mint gép, műszer, szerszám, személy, állat stb. tág értelmük miatt viszonylag nagy szóosztályok meghatározói.

## Nyelvek közötti különbségek a hiponímia/hiperonímia terén
Az egyik ilyen különbség az, hogy különböző nyelvekben létező olyan kohiponimáknak, amelyeknek ugyanazok a denotátumai, van lexikalizált, egyetlen egyszerű szóból álló közvetlen hiperonimájuk egyes nyelvekben, de nincs másokban. Például a francia nyelvben a chaise ’szék’, tabouret ’támlátlan szék’, fauteuil ’fotel’ stb. szavak hiperonimája a siège szó, de a magyar nyelvben ennek csak a szószerkezeti eredetű ülőbútor összetett szó vagy az ülő alkalmatosság szószerkezet a megfelelője. Olykor szüksége jelenik meg annak, hogy legyen hiperonima. Például a franciában nem volt meg a narancs, citrom, mandarin szavak hiperonimája, ezért átvette az olasz nyelvből az agrume ’citrus’ szót.
Egy másik különbség az, hogy az alapszintű szó különböző jellegű lehet egyazon denotátum esetében. Angol példa:
1. animal ’állat’
2. cow ’szarvasmarha’
3. cow ’tehén’ – ox ’ökör’

Ebben a hierarchiában az alapszinten (2) a biológiai nemét is kifejező szó van, de a kínai nyelvben ennek a niú a nemet nem kifejező szó felel meg, miközben az alárendelt szinten az angolban is, a kínaiban is nemet kifejező szavak vannak: mǔ-niú ’tehén’ – gōng-niú ’ökör’.